# Kourba-Bagré
Pour les articles homonymes, voir Kourba et Bagré.
Kourba-Bagré est une localité située dans le département de Oula de la province du Yatenga dans la région Nord au Burkina Faso.

## Santé et éducation
Le centre de soins le plus proche de Kourba-Bagré est le centre de santé et de promotion sociale (CSPS) de Ziga tandis que le centre hospitalier régional (CHR) se trouve à Ouahigouya.